# Championnat d'Allemagne de hockey sur glace 2017-2018
Saison précédente Saison suivante
La saison 2017-2018 est la 24e saison du Championnat d'Allemagne de hockey sur glace depuis la création de la Deutsche Eishockey-Liga.

## DEL
La saison commence le 8 septembre 2017 et se termine le 4 mars 2018. Les séries éliminatoires débutent le 7 mars et se terminent au plus tard le 26 avril 2018.

### Saison Régulière
La saison 2017-2018 est composée comme l'année précédente de 14 clubs. Tous les clubs de la pré-saison ont déposé une licence. En plus des  participants actuels devaient s'ajouter 2 clubs de DEL2 : les Lions de Francfort et le SC Bietigheim-Bissingen. Les deux clubs ont bien déposé leur demande de licence, cependant la DEL décide de ne pas les inclure.

#### Classement
| Clt   | Équipe                      | PJ | V  | VP | VF | D  | DP | DF | BP  | BC  | Pts |
| ----- | --------------------------- | -- | -- | -- | -- | -- | -- | -- | --- | --- | --- |
| +001, | EHC Munich                  | 52 | 30 | 4  | 2  | 11 | 4  | 1  | 183 | 128 | 107 |
| +002, | Eisbären Berlin             | 52 | 29 | 2  | 2  | 13 | 1  | 5  | 169 | 131 | 101 |
| +003, | Thomas Sabo Ice Tigers      | 52 | 25 | 5  | 5  | 12 | 3  | 2  | 152 | 126 | 100 |
| +004, | ERC Ingolstadt              | 52 | 20 | 4  | 2  | 19 | 4  | 3  | 147 | 137 | 79  |
| +005, | Adler Mannheim              | 52 | 21 | 1  | 5  | 22 | 2  | 1  | 151 | 149 | 78  |
| +006, | Kölner Haie                 | 52 | 21 | 5  | 0  | 22 | 1  | 3  | 148 | 142 | 77  |
| +007, | EHC Wolfsburg Grizzly Adams | 52 | 19 | 3  | 3  | 20 | 5  | 2  | 153 | 146 | 76  |
| +008, | Iserlohn Roosters           | 52 | 21 | 3  | 3  | 24 | 1  | 0  | 138 | 154 | 76  |
| +009, | REV Bremerhaven             | 52 | 21 | 4  | 0  | 23 | 2  | 2  | 146 | 163 | 75  |
| +010, | Schwenninger Wild Wings     | 52 | 19 | 5  | 2  | 23 | 2  | 1  | 123 | 130 | 74  |
| +011, | Düsseldorfer EG             | 52 | 17 | 2  | 2  | 22 | 7  | 2  | 133 | 154 | 68  |
| +012, | Augsburger Panther          | 52 | 17 | 2  | 2  | 25 | 1  | 5  | 151 | 158 | 65  |
| +013, | Straubing Tigers            | 52 | 17 | 0  | 2  | 27 | 2  | 4  | 137 | 177 | 61  |
| +014, | Krefeld Pinguine            | 52 | 11 | 2  | 4  | 25 | 7  | 3  | 141 | 177 | 55  |

- Qualifié pour les quarts de finale
- Qualifié pour le tour préliminaire

### Séries éliminatoires

#### Tour préliminaire
Le tour préliminaire se déroule le 7 et 9 mars 2018 au meilleur des trois matchs.
- Grizzlys Wolfsburg 2-0 –Schwenninger Wild Wings (4-3, 3-2)
- Iserlohn Roosters 0-2 REV Bremerhaven (2-5, 3-4)

#### Tableau final
Le tournoi final se déroule au meilleur des sept rencontres.
|  | Quarts de finale   | Quarts de finale        | Quarts de finale   | Quarts de finale       |   |                 | Demi-finales             | Demi-finales             | Demi-finales             | Demi-finales             |  |  | Finale              | Finale              | Finale              | Finale              |
|  |                    |                         |                    |                        |   |                 |                          |                          |                          |                          |  |  |                     |                     |                     |                     |
|  | 14 au 25 mars 2018 | 14 au 25 mars 2018      | 14 au 25 mars 2018 | 14 au 25 mars 2018     |   |                 | 29 mars au 11 avril 2018 | 29 mars au 11 avril 2018 | 29 mars au 11 avril 2018 | 29 mars au 11 avril 2018 |  |  | 13 au 26 avril 2018 | 13 au 26 avril 2018 | 13 au 26 avril 2018 | 13 au 26 avril 2018 |
|  | 14 au 25 mars 2018 | 14 au 25 mars 2018      | 14 au 25 mars 2018 | 14 au 25 mars 2018     |   |                 | 29 mars au 11 avril 2018 | 29 mars au 11 avril 2018 | 29 mars au 11 avril 2018 | 29 mars au 11 avril 2018 |  |  | 13 au 26 avril 2018 | 13 au 26 avril 2018 | 13 au 26 avril 2018 | 13 au 26 avril 2018 |
|  | 1                  | EHC Munich              | 4                  | 4                      |   |                 | 29 mars au 11 avril 2018 | 29 mars au 11 avril 2018 | 29 mars au 11 avril 2018 | 29 mars au 11 avril 2018 |  |  | 13 au 26 avril 2018 | 13 au 26 avril 2018 | 13 au 26 avril 2018 | 13 au 26 avril 2018 |
|  | 1                  | EHC Munich              | 4                  | 4                      |   |                 | 29 mars au 11 avril 2018 | 29 mars au 11 avril 2018 | 29 mars au 11 avril 2018 | 29 mars au 11 avril 2018 |  |  | 13 au 26 avril 2018 | 13 au 26 avril 2018 | 13 au 26 avril 2018 | 13 au 26 avril 2018 |
|  | 9                  | REV Bremerhaven         | 1                  | 1                      |   |                 | 29 mars au 11 avril 2018 | 29 mars au 11 avril 2018 | 29 mars au 11 avril 2018 | 29 mars au 11 avril 2018 |  |  | 13 au 26 avril 2018 | 13 au 26 avril 2018 | 13 au 26 avril 2018 | 13 au 26 avril 2018 |
|  | 9                  | REV Bremerhaven         | 1                  | 1                      | 1 | EHC Munich      | 4                        | 4                        |                          |                          |  |  | 13 au 26 avril 2018 | 13 au 26 avril 2018 | 13 au 26 avril 2018 | 13 au 26 avril 2018 |
|  |                    |                         |                    |                        | 1 | EHC Munich      | 4                        | 4                        |                          |                          |  |  | 13 au 26 avril 2018 | 13 au 26 avril 2018 | 13 au 26 avril 2018 | 13 au 26 avril 2018 |
|  |                    |                         | 5                  | Adler Mannheim         | 1 | 1               |                          |                          |                          |                          |  |  | 13 au 26 avril 2018 | 13 au 26 avril 2018 | 13 au 26 avril 2018 | 13 au 26 avril 2018 |
|  | 4                  | ERC Ingolstadt          | 5                  | Adler Mannheim         | 1 | 1               | 1                        | 1                        |                          |                          |  |  | 13 au 26 avril 2018 | 13 au 26 avril 2018 | 13 au 26 avril 2018 | 13 au 26 avril 2018 |
|  | 4                  | ERC Ingolstadt          |                    |                        |   |                 |                          | 1                        |                          |                          |  |  | 13 au 26 avril 2018 | 13 au 26 avril 2018 | 13 au 26 avril 2018 | 13 au 26 avril 2018 |
|  | 5                  | Adler Mannheim          | 4                  | 4                      |   |                 |                          |                          |                          |                          |  |  | 13 au 26 avril 2018 | 13 au 26 avril 2018 | 13 au 26 avril 2018 | 13 au 26 avril 2018 |
|  | 5                  | Adler Mannheim          | 4                  | 4                      | 1 | EHC Munich      | 4                        | 4                        |                          |                          |  |  |                     |                     |                     |                     |
|  |                    |                         |                    |                        | 1 | EHC Munich      | 4                        | 4                        |                          |                          |  |  |                     |                     |                     |                     |
|  |                    |                         | 2                  | Eisbären Berlin        | 3 | 3               |                          |                          |                          |                          |  |  |                     |                     |                     |                     |
|  | 2                  | Eisbären Berlin         | 2                  | Eisbären Berlin        | 3 | 3               | 4                        | 4                        |                          |                          |  |  |                     |                     |                     |                     |
|  | 2                  | Eisbären Berlin         |                    |                        |   |                 |                          |                          |                          |                          |  |  |                     |                     |                     |                     |
|  | 7                  | Grizzly Adams Wolfsburg | 1                  | 1                      |   |                 |                          |                          |                          |                          |  |  |                     |                     |                     |                     |
|  | 7                  | Grizzly Adams Wolfsburg | 1                  | 1                      | 2 | Eisbären Berlin | 4                        | 4                        |                          |                          |  |  |                     |                     |                     |                     |
|  |                    |                         |                    |                        | 2 | Eisbären Berlin | 4                        | 4                        |                          |                          |  |  |                     |                     |                     |                     |
|  |                    |                         | 3                  | Thomas Sabo Ice Tigers | 2 | 2               |                          |                          |                          |                          |  |  |                     |                     |                     |                     |
|  | 3                  | Thomas Sabo Ice Tigers  | 3                  | Thomas Sabo Ice Tigers | 2 | 2               | 4                        | 4                        |                          |                          |  |  |                     |                     |                     |                     |
|  | 3                  | Thomas Sabo Ice Tigers  |                    |                        |   |                 |                          | 4                        |                          |                          |  |  |                     |                     |                     |                     |
|  | 6                  | Kölner Haie             | 2                  | 2                      |   |                 |                          |                          |                          |                          |  |  |                     |                     |                     |                     |
|  | 6                  | Kölner Haie             | 2                  | 2                      |   |                 |                          |                          |                          |                          |  |  |                     |                     |                     |                     |
|  |                    |                         |                    |                        |   |                 |                          |                          |                          |                          |  |  |                     |                     |                     |                     |

#### Finale
|                             | Serie | 1                   | 2                   | 3                   | 4                   | 5                              | 6                   | 7                   |
| --------------------------- | ----- | ------------------- | ------------------- | ------------------- | ------------------- | ------------------------------ | ------------------- | ------------------- |
| EHC Munich– Eisbären Berlin | 4:3   | 3:4 (1:2, 1:1, 1:1) | 5:4 (2:1, 3:1, 0:2) | 4:1 (1:0, 2:0, 1:1) | 4:2 (1:1, 2:1, 1:0) | 5:6 n. V. (1:3, 1:1, 3:1, 0:1) | 3:5 (1:1, 0:1, 2:3) | 6:3 (4:1, 1:0, 1:2) |